# La Valse d'Amélie
Pour les articles homonymes, voir Le Fabuleux Destin d'Amélie Poulain.
Clip vidéo
[vidéo] « La valse d'Amélie », sur YouTube
[vidéo] « La valse d'Amélie (version boite à musique) », sur YouTube
[vidéo] « La valse d'Amélie (version piano) », sur YouTube
La Valse d'Amélie est une célèbre valse musette de l'auteur-compositeur-interprète Yann Tiersen. Musique du film Le Fabuleux Destin d'Amélie Poulain, de Jean-Pierre Jeunet en 2001, elle fait partie de la bande originale, notamment lauréate d'un César en 2002 et vendue à plus d'un million d'exemplaires dans le monde.

## Histoire
Lui, c'est Yann Tiersen, ce qu'il aime dans la vie, c'est composer et jouer de la musique avec ses violons, pianos, guitares, et accordéons. Amélie Poulain va lui changer sa vie. Il lui compose, joue, et dédie cette valse musette, avec une ambiance folklorique rétro parisienne, à la fois nostalgique, festive, et joyeuse d'artiste de rue-spectacle de rue, d'accordéons et de flonflons de bal musette-guinguette parisienne, de violons, de guitares, de contrebasses, d'orgue de Barbarie, et de féerie de carillon-xylophone d'ancienne boîte à musique-jouet d'enfant...

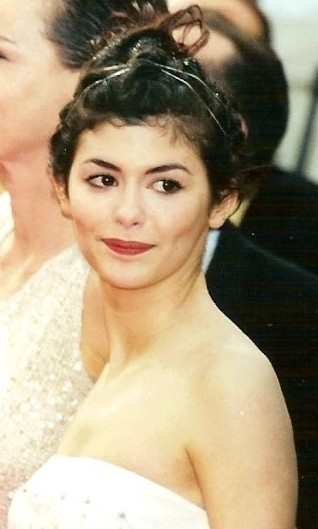
Audrey Tautou
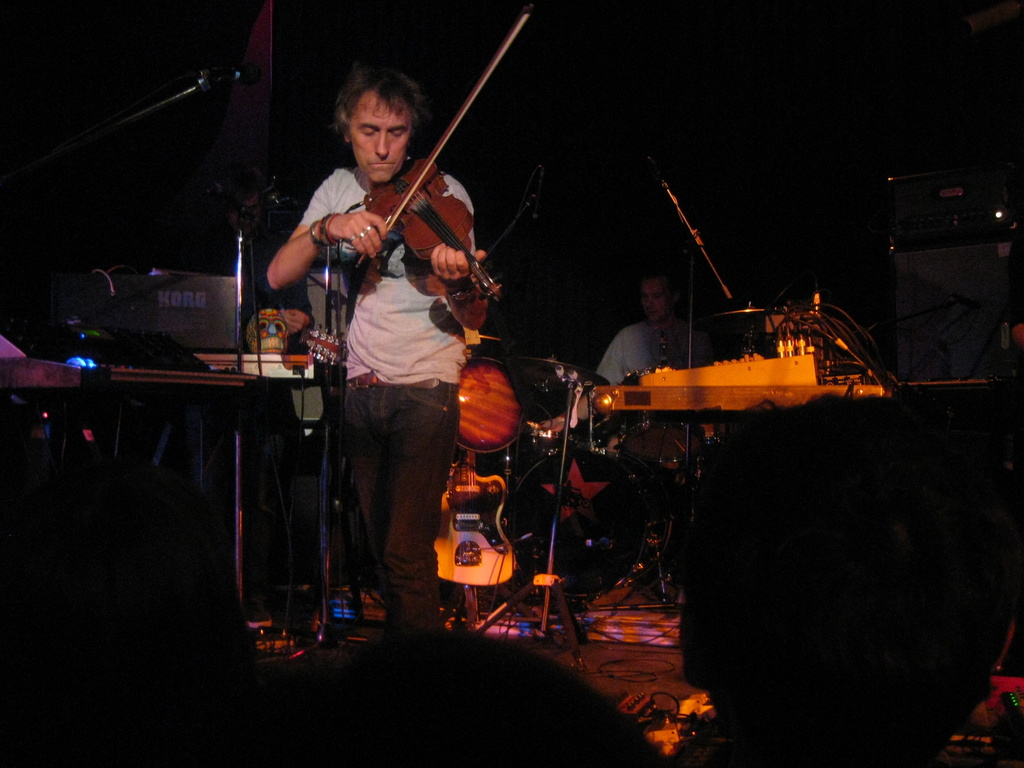
Yann Tiersen en 2010

Avec plus de 32 millions d'entrées, l'important succès international du film et de sa bande son rendent Yann Tiersen célèbre dans le monde entier.

## Cinéma
- 2001 : Le Fabuleux Destin d'Amélie Poulain, de Jean-Pierre Jeunet